# Mafalda Marujo
Ana Mafalda Jesus Marujo, née le 24 août 1991, est une joueuse de football internationale portugaise qui joue au poste d'attaquante au sein du club portugais du Amora FC (2019). En 2014, elle est élue meilleure joueuse de la première partie du championnat par le syndicat des joueurs et joueuses portugais.

## Biographie
Mafalda Marujo se passionne pour le football depuis son enfance mais ce consacre à la gymnastique acrobatique et ne commence à jouer en club qu'en 2010 avec l'UD Ponte Frielas, club qui évolue en deuxième division. Elle n'y reste qu'une saison avant de rejoindre l’Escola de Futebol Feminino de Setúbal, ce qui lui donne l’occasion de jouer au plus haut niveau du football féminin portugais. Après deux saisons elle part pour le CF Benfica, avec lequel elle devient la meilleure buteuse du championnat avec 30 réalisations.
Au cours de l'été 2014 elle obtient un accord avec le club français du Claix Football qui joue en Championnat de France de D2. Mais finalement cela ne se fait pas car elle signe au Torres Calcio, pour une saison, et fait ses débuts en coupe intercontinentale. À la suite de l'absence d'enregistrement de l'équipe pour le championnat de série A en raison de problèmes financiers, toutes les joueuses du Torres Calcio sont libres, elle aura disputé 11 matchs et marqué 1 but, sous les couleurs rouge et marine du Torres Calcio.
Mafalda Marujo décide alors de revenir au Portugal où elle revêt à nouveau le maillot du CF Benfica. Elle y reste deux saisons, remportant le Championnat, la Coupe, et la Supercoupe. Au terme de la saison 2018-2019, durant laquelle elle défend à nouveau les couleurs du Clube Futebol Benfica, elle rejoint un club qui évolue en deuxième division, l'Amora FC.

## Statistiques

### En club
| Saison                | Club                  | Championnat                           | Championnat | Championnat | Coupe(s) nationale(s) | Coupe(s) nationale(s) | Compétition(s) continentale(s) | Compétition(s) continentale(s) | Compétition(s) continentale(s) | Sélection | Sélection | Sélection | Total | Total |
| Saison                | Club                  | Division                              | M.          | B.          | M.                    | B.                    | Comp.                          | M.                             | B.                             | Équipe    | M.        | B.        | M.    | B.    |
| 2010-11               | UD Ponte Frielas      | Campeonato Promoção Feminino          | -           | -           | -                     | -                     | -                              | 0                              | 0                              | -         | 0         | 0         | 0     | 0     |
| Sous-total            | Sous-total            | Sous-total                            | -           | -           | -                     | -                     | -                              | 0                              | 0                              | -         | 0         | 0         | 0     | 0     |
| 2011-12               | EFF Setúbal           | Nacional Feminino                     | 3           | 0           | -                     | -                     | -                              | 0                              | 0                              | -         | 0         | 0         | 3     | 0     |
| 2012-13               | EFF Setúbal           | Nacional Feminino                     | 13          | 16          | 1                     | 1                     | -                              | 0                              | 0                              | -         | 0         | 0         | 14    | 17    |
| Sous-total            | Sous-total            | Sous-total                            | 16          | 16          | 1                     | 1                     | -                              | 0                              | 0                              | -         | 0         | 0         | 17    | 17    |
| 2013-14               | CF Benfica            | Nacional Feminino                     | -           | 30          | -                     | -                     | -                              | 0                              | 0                              | A         | 3         | 0         | 3     | 30    |
| Sous-total            | Sous-total            | Sous-total                            | -           | 30          | -                     | -                     | -                              | 0                              | 0                              | -         | 3         | 0         | 3     | 30    |
| 2014-15               | Torres Calcio         | Serie A                               | 11          | 1           | 0                     | 0                     | LDC                            | 2                              | 0                              | A         | 3         | 0         | 16    | 1     |
| Sous-total            | Sous-total            | Sous-total                            | 11          | 1           | 0                     | 0                     | -                              | 2                              | 0                              | -         | 3         | 0         | 16    | 1     |
| 2015-16               | CF Benfica            | Nacional Feminino                     | 16          | 3           | 5                     | 4                     | LDC                            | 2                              | 2                              | A         | 1         | 0         | 24    | 9     |
| 2016-17               | CF Benfica            | Nacional Feminino                     | 23          | 18          | 3                     | 10                    | LDC                            | 3                              | 2                              | -         | 0         | 0         | 29    | 30    |
| Sous-total            | Sous-total            | Sous-total                            | 39          | 21          | 8                     | 14                    | -                              | 5                              | 4                              | -         | 1         | 0         | 53    | 39    |
| 2017-18               | GD Estoril Praia      | Nacional Feminino Allianz             | 11          | 9           | 3                     | 0                     | -                              | 0                              | 0                              | -         | 0         | 0         | 14    | 9     |
| Sous-total            | Sous-total            | Sous-total                            | 11          | 9           | 3                     | 0                     | -                              | 0                              | 0                              | -         | 0         | 0         | 14    | 9     |
| 2018-19               | CF Benfica            | Nacional Feminino Allianz             | 20          | 13          | 2                     | 3                     | -                              | 0                              | 0                              | -         | 0         | 0         | 22    | 16    |
| Sous-total            | Sous-total            | Sous-total                            | 20          | 13          | 2                     | 3                     | -                              | 0                              | 0                              | -         | 0         | 0         | 22    | 16    |
| 2019-20               | Amora FC              | AF Setúbal Taça & II Divisão Feminino | 16          | 54          | 5                     | 11                    | -                              | 0                              | 0                              | -         | 0         | 0         | 21    | 65    |
| 2020-21               | Amora FC              | Liga BPI                              | 8           | 2           | 0                     | 0                     | -                              | 0                              | 0                              | -         | 0         | 0         | 8     | 2     |
| Sous-total            | Sous-total            | Sous-total                            | 24          | 56          | 5                     | 11                    | -                              | 0                              | 0                              | -         | 0         | 0         | 29    | 67    |
| Total sur la carrière | Total sur la carrière | Total sur la carrière                 | 121         | 146         | 19                    | 29                    | -                              | 7                              | 4                              |           | 7         | 0         | 154   | 179   |

Statistiques actualisées le 1er janvier 2021

#### Matchs disputés en coupes continentales
| Matchs | Date             | Stade                                         | Adversaire           | Résultat | Minutes | Compétition         | Buts | Tour                   | Club          |
| ------ | ---------------- | --------------------------------------------- | -------------------- | -------- | ------- | ------------------- | ---- | ---------------------- | ------------- |
| 1      | 9 novembre 2014  | Stadion am Brentanobad, Francfort-sur-le-Main | 1. FFC Francfort     | 5 – 0    | 80 min  | Ligue des champions | 0    | Huitièmes de finale    | Torres Calcio |
| 2      | 12 novembre 2014 | Stade Vanni Sanna, Sassari                    | 1. FFC Francfort     | 0 – 4    | 61 min  | Ligue des champions | 0    | Huitièmes de finale    | Torres Calcio |
| 3      | 11 août 2015     | Stade Gradski vrt, Osijek                     | ŽFK Spartak Subotica | 2 – 1    | 33 min  | Ligue des champions | 0    | Phase de qualification | CF Benfica    |
| 4      | 13 août 2015     | Stade Gradski vrt, Osijek                     | ŽNK Osijek           | 3 – 0    | 90 min  | Ligue des champions | 2    | Phase de qualification | CF Benfica    |
| 5      | 16 août 2015     | Cibalia, Vinkovci                             | FC Noroc Nimoreni    | 0 – 3    | 90 min  | Ligue des champions | 0    | Phase de qualification | CF Benfica    |
| 6      | 23 août 2016     | ISS Stadion, Vantaa                           | PK-35 Vantaa         | 1 – 2    | 90 min  | Ligue des champions | 0    | Phase de qualification | CF Benfica    |
| 7      | 25 août 2016     | ISS Stadion, Vantaa                           | Avaldsnes IL         | 1 – 6    | 90 min  | Ligue des champions | 1    | Phase de qualification | CF Benfica    |
| 8      | 28 août 2016     | Sonera Stadium, Helsinki                      | Newry City LFC       | 0 – 5    | 90 min  | Ligue des champions | 1    | Phase de qualification | CF Benfica    |

### En sélection nationale[11]
Ses débuts en sélection portugaise date du 26 octobre 2013, où elle revêt le maillot des A, lors d'un match de qualification pour la Coupe du monde 2015 au Canada, face à l'équipe des Pays-Bas où elle entre à la 77e minute à la place d'Ana Borges (défaite 7 à 0). 
Lors de l'Algarve Cup 2015, elle joue le match opposant le Portugal à la France. Elle entre à la 79e minute en remplacement de Carolina Mendes, la rencontre se solde par la victoire de la France, 1 à 0.
| Matches officiels de Mafalda Marujo en sélections portugaises au 28 novembre 2019 | Matches officiels de Mafalda Marujo en sélections portugaises au 28 novembre 2019 | Matches officiels de Mafalda Marujo en sélections portugaises au 28 novembre 2019 | Matches officiels de Mafalda Marujo en sélections portugaises au 28 novembre 2019 | Matches officiels de Mafalda Marujo en sélections portugaises au 28 novembre 2019 |
| Club                                                                              | V.                                                                                | N.                                                                                | D.                                                                                | Buts                                                                              |
| --------------------------------------------------------------------------------- | --------------------------------------------------------------------------------- | --------------------------------------------------------------------------------- | --------------------------------------------------------------------------------- | --------------------------------------------------------------------------------- |
| Portugal A (7 matchs:100.00 %)                                                    | 1 (14.28 %)                                                                       | 3 (42.86 %)                                                                       | 3 (42.86 %)                                                                       | 0                                                                                 |
| Total                                                                             | 1 (14.28 %)                                                                       | 3 (42.86 %)                                                                       | 3 (42.86 %)                                                                       | 0                                                                                 |

## Palmarès

### Avec leCF Benfica
- Meilleur buteuse du Championnat du Portugal : 1 fois — 2013-14.
- Vainqueur du Championnat du Portugal : 1 fois — 2015-16.
- Vainqueur de la Coupe du Portugal : 1 fois — 2015-16.
- Vainqueur de la Supercoupe : 1 fois — 2015.
- Vainqueur de la Coupe de l'AF Lisboa Carla Couto : 1 fois — 2016-17.
- Finaliste de la Coupe du Portugal : 1 fois — 2013-14.
- Finaliste de la Supercoupe : 1 fois — 2016.